# Haybes
Haybes é uma comuna francesa na região administrativa de Grande Leste, no departamento Ardenas. Estende-se por uma área de 27,99 km². Em 2010 a comuna tinha 1 914 habitantes (densidade: 68,4 hab./km²).